# Þorvaldur Thoroddsen
Þorvaldur Thoroddsen, född 6 juni 1855 på Flatey i Breiðafjörður, död 28 september 1921 i Köpenhamn, var en isländsk geograf och geolog. Han var son till skalden Jón Thoroddsen.
Thoroddsen studerade 1875–1880 zoologi och geologi vid Köpenhamns universitet och tjänstgjorde därefter som lärare vid realskolan på Möðruvellir. Åren 1885–1899 var han adjunkt vid Reykjaviks latinskola och bosatte sig 1900 i Köpenhamn. År 1876 hade han åtföljt professor Frederik Johnstrup på en studieresa till nordöstra Islands vulkanområde kring Askja och Mývatn och blev då intresserad av liknande forskning. År 1881 företog han med egna medel den första av sina forskningsresor genom Islands nästan okända inre. De följande åren intill 1898 – med undantag av 1884–1885, då han studerade i Italien och Leipzig – fortsatte han dem med understöd av Alltinget, danska riksdagen och av enskilda. 
Resultaten av Thoroddsens forskning publicerades i en mängd större och smärre skrifter. Flera av dem är tryckta i Ymer. Hans förnämsta arbeten är en geologisk karta (Geological Map of Iceland), Landfræðissaga Islands (1892–1904, fyra band, tysk översättning av August Gebhardt under titeln "Geschichte der isländischen Geographie", I–II, 1897–1898), Lýsing Íslands (Beskrivning av Island; 1881; ny upplaga 1900, norsk översättning av Amund Helland 1883), Grundriss der Geographie und Geologie von Island (1905), Oversigt over de islændske vulkaners historie (1882), Vulkaner i det nordøstlige Island (1888), Geologiske iakttagelser paa Snafellsnes og i omegnen af Faxebugten i Island (1891), Islands jøkler i fortid og nutid (1892), Postglaciale marine afleiringer, kystterrasser og strandlinier i Island (1892), Nogle iagttagelser over Surtarbrandens geologiske forhold (1896), Vulkaner og jordskælv (1897) och Islands fjorde og bukter (1901). Die Geschichte der isländischen Vulkane (1925, utgiven av Videnskabernes Selskab i Köpenhamn) innehåller dels nya iakttagelser, dels resultaten av hans tidigare på danska eller isländska offentliggjorda arbeten.
Thoroddsens stora gärning som forskare är, att kartlade stora delar av Islands dessförinnan aldrig av människofot trampade ödemarker, fann och uppvisade de isländska flodernas källor, mätte och fastställde fjällens snögräns, undersökte jöklarna och deras förändringar även i äldre tid, med stöd av litteraturens uppgifter, utrönte Islands geologiska byggnad och särskilt bildandet av dess vulkaner samt påvisade de märkliga kupolvulkanerna och de kraterlösa, långsträckta sprickvulkanerna, vidare fastställde det inbördes åldersförhållandet mellan basalten och palagonittuffen, ådagalade surtarbrandslagrens samtidighet och beskrev isförhållandena på fjällen samt uppvisade äldre vattenlinjer, då havet stod vida högre än i nuvarande tid. Hans studier omfattar emellertid även Islands historia, och han utgav i populär form en god översikt av de nyare strömningarna i den europeiska kulturen (i "Eimreiðin", 1910). Köpenhamns universitet gav honom 1894 hedersdoktorstitel, och 1902 fick han professors titel. Han var ledamot av många lärda sällskap i in- och utlandet. Svenska Vetenskapsakademien tilldelade honom, i likhet med Videnskabernes Selskab i Köpenhamn, Geografisk Selskab där samt de geografiska sällskapen i Paris och New York, guldmedalj.